# Bayyumiyya
La confraria bayyumiyya fou una confraria egipcia fundada per Alí ibn Hijazí ibn Muhàmmad al-Bayyumí aix-Xafií.
El fundador va néixer vers 1696 i va morir al Caire el 1769. Abans de fundar la confraria fou membre de les confraries ahmadiyya i khalwatiyya. La confraria es dirigia a les classes més pobre i baixes de la societat i fins i tot als bandits dels camins.